# فيليبي مينيامبريس
فيليبي مينيامبريس (بالإسبانية: Felipe Miñambres)‏ مواليد 29 أبريل 1965 في أسترقة، هو لاعب كرة قدم إسباني دولي سابق كان يلعب كلاعب وسط. اعتزل اللعب عام 1999 مع تينيريفي. سبق له أن لعب في كأس العالم لكرة القدم مع منتخب بلاده. بدأ مسيرته الرياضية عام 1984 مع زامورا.

## روابط خارجية
- فيليبي مينيامبريس على موقع الاتحاد الدولي (مؤرشف)  (الإنجليزية)
- فيليبي مينيامبريس على موقع قاعدة بيانات كرة القدم.إي يو (الإنجليزية)
- فيليبي مينيامبريس على موقع ناشيونال فوتبول تيمز (الإنجليزية)
- فيليبي مينيامبريس على موقع Soccerway.com (الإنجليزية)
- فيليبي مينيامبريس على موقع عالم كرة القدم.نت (الإنجليزية)